# Hydrodendron expansum
Hydrodendron expansum is een hydroïdpoliep uit de familie Haleciidae. De poliep komt uit het geslacht Hydrodendron. Hydrodendron expansum werd in 1948 voor het eerst wetenschappelijk beschreven door Fraser. 